# Karine Gambier
Karine Gambier (* 9. November 1953) ist eine französische Schauspielerin und Pornodarstellerin. Sie ist auch bekannt als Corinne Gambier, Carine Gambier, Karin Stephen, Brigitte Lanning, Barbara Miller, Barbara Sellers und Simone Sanson.

## Leben
Gambieres Filmkarriere begann 1975 als Pornodarstellerin, wobei ihre zahlreichen Filme mehrmals von bedeutenden Regisseuren der Branche inszeniert wurden. Daneben war sie auch im Softcorebereich tätig unter Regisseuren wie Jess Franco und Erwin C. Dietrich. Letzterer engagierte sie 1979 für die Titelrolle seiner Neuverfilmung Die Nichten der Frau Oberst.
1986 zog sie sich trotz einer großen Fangemeinde in das Privatleben zurück.

## Filmografie (Auswahl)
- 1976: Josefine Mutzenbacher – Wie sie wirklich war: 2. Teil
- 1976: Mädchenpensionat: Blutjunge Mädchen zur Liebe gezwungen (Les demoiselles de pensionnat)
- 1976: Massagesalon Elvira (Kurzfilm)
- 1977: Schulmädchen-Report. 11. Teil: Probieren geht über Studieren
- 1977: Liebesnächte der heißen Puppen (Mains douces et lèvres chaudes)
- 1977: Nach Bangkok, der Liebe wegen (Bangkok porno)
- 1977: Porno-Sklaven (Esclaves Sexuelles Sur Catalogue)
- 1977: Die teuflischen Schwestern
- 1977: Der Ruf der blonden Göttin
- 1978: Frauen für Zellenblock 9
- 1978: Partnerspiele (La grande levrette)
- 1978: Ich schreie, ich genieße (Je cris… je jouis)
- 1978: Callgirls (Baise-moi partout)
- 1979: Ekstase einer Nacht (La Grande Mouille)
- 1979: Lust-Injektion – Eine Spritze der Lust
- 1980: Die Nichten der Frau Oberst
- 1980: Trainingscamp für Liebestolle (L’infirmière n’a pas de culotte)
- 1980: Gefangene Frauen